# Newerkino
Newerkino (russisch Неве́ркино) ist ein Dorf (selo) in der Oblast Pensa in Russland mit 4376 Einwohnern (Stand 14. Oktober 2010).

## Geographie
Der Ort liegt auf der Wolgaplatte etwa 125 km Luftlinie südöstlich des Oblastverwaltungszentrums Pensa. Es befindet sich überwiegend am linken Ufer des Ilim, der etwa 6 km nordwestlich von rechts in den linken, dort noch Jelan-Kadada genannten Sura-Nebenfluss Kadada mündet.
Newerkino ist Verwaltungszentrum des Rajons Newerkinski sowie Sitz der Landgemeinde (selskoje posselenije) Newerkinski selsowet, zu der außerdem die drei Dörfer Aljoschkino (5 km nordwestlich), Dmitrijewka (8 km südsüdöstlich) und Tschertalei (9 km südlich) gehören.

## Geschichte
Der Ort wurde erstmals 1709 urkundlich als Sjurtanleja, auch Newerowa urkundlich erwähnt, wobei der erste Name die russifizierte Form der tschuwaschischen Bezeichnung Ҫӑрттанлӑ ist (vermutlich vom Wort ҫӑрттан für „Hecht“) und die zweite Bezeichnung vom Vornamen des Tschuwaschen Newer Kebekejew (ebenfalls in der russifizierten Form) abgeleitet ist. Dieser war Oberhaupt einer Gruppe, die dort Ländereien für ihre Beteiligung an der Errichtung der Pensa-Simbirsker Verhaulinie erhalten hatte. Zunächst gehörte der Ort zum Ujesd Simbirsk (heute Uljanowsk), ab 1780 zum neu gebildeten Ujesd Kusnezk. Dieser war Teil der Statthalterschaft Saratow, von Dezember 1796 bis März 1797 kurzzeitig des dann vorübergehend wieder aufgelösten Gouvernements Pensa und danach des Gouvernements Saratow. Bis gegen Ende des 19. Jahrhunderts war neben der heutigen Form als weitere Bezeichnung Nikolskoje in Gebrauch, nach dem Namen der Nikolaus von Myra geweihten Dorfkirche. 1861 wurde das Dorf Sitz einer Wolost.
Ab 23. Juli 1928 war Newerkino Verwaltungssitz eines aus der vergrößerten Wolost neu geschaffenen Rajons der Oblast Mittlere Wolga (Sredne-Wolschkaja oblast), ab 1929 Region Mittlere Wolga (Sredne-Wolschki krai), zunächst im Bestand des 1930 wieder aufgelösten Okrugs Kusnezk. 1932 wurde der Rajon zwischenzeitlich aufgelöst und sein Territorium dem östlich benachbarten Pawlowski rajon mit Sitz in Pawlowka angeschlossen. 1935 wurde der Rajon mit Bildung der Region Kuibyschew (Kuibyschewski krai, ab 1936 Oblast Kuibyschew, heute Oblast Samara) neu ausgewiesen und 1939 an die neugegründete Oblast Pensa abgegeben.
Von 1963 bis 1965 war der Rajon erneut aufgelöst, und sein Territorium in dieser Zeit dem nördlich benachbarten Kusnezki rajon angegliedert.

### Bevölkerungsentwicklung
| Jahr | Einwohner |
| ---- | --------- |
| 1859 | 799       |
| 1897 | 1475      |
| 1939 | 2517      |
| 1959 | 2266      |
| 1970 | 2769      |
| 1979 | 3997      |
| 1989 | 4816      |
| 2002 | 5173      |
| 2010 | 4376      |

Anmerkung: ab 1897 Volkszählungsdaten

## Verkehr
Über die Regionalstraße 58K-357 ist Newerkino an die etwa 35 km nördlich bei Kusnezk verlaufende föderale Fernstraße M5 Ural angebunden, die Moskau über Pensa und Samara mit Tscheljabinsk verbindet. In Kusnezk befindet sich auch die nächstgelegene Bahnstation an der Strecke Rjaschsk – Pensa – Sysran.
Von Newerkino nach Nordwesten verläuft die 58N-229 in die Siedlung Werchosim, von der wiederum Anschluss nach Kusnezk sowie in das westlich benachbarte Rajonzentrum Russki Kameschkir besteht. In östlicher Richtung führt die 58N-222 (ab Alejewo als 58N-221) zur Grenze der Oblast Uljanowsk, dort weiter in Richtung Pawlowka, und nach Südwesten die 58N-223 zur Grenze der Oblast Saratow, dort weiter in Richtung Baltai – Basarny Karabulak.